# John Tiffin Patterson
Pour les articles homonymes, voir John Patterson.
John Tiffin Patterson est un réalisateur de télévision et de cinéma né le 4 avril 1940 à Cooperstown, État de New York et mort le 7 février 2005 à Los Angeles, en Californie. Il est le réalisateur de treize épisodes de la série Les Soprano. 

## Biographie
John Patterson Tiffin rejoint l'armée de l'air des États-Unis après quelques semestres au Williams College. Il a notamment volé pour la Strategic Air Command. Après, il reprend ses études collégiales tout en étant un réserviste, puis il est diplômé de l'université de Buffalo. Il a ensuite obtenu une maîtrise à l'université Stanford en 1970, où il était un camarade de classe du producteur David Chase de la série Les Soprano.
Il a été nommé pour l'Emmy Award en 2002 et 2003 pour son travail sur Les Soprano et a remporté la Directors Guild of America en 2002. En tant que réalisateur, John Patterson Tiffin a réalisé pour un certain nombre de studios de télévision, dont HBO et CBS. Il a réalisé des épisodes de la série Les Soprano, Providence, La Caravane de l'étrange, Six Feet Under, Chips, Magnum et l'épisode pilote de New York, police judiciaire. Il a également réalisé des téléfilms.
Il a été marié à Casey Kelley, mais ils ont ensuite divorcé, ils ont eu deux enfants. John Patterson Tiffin est décédé à Los Angeles, en Californie, d'un cancer de la prostate à l'âge de 64 ans.

## Filmographie

### Réalisateur
- 1974 : The Legend of Earl Durand (film)
- 1980 : Pour l'amour du risque (série télévisée): Saison 2
- 1982 : Fame (série télévisée): Saison 1
- 1984 : Côte Ouest (série télévisée): Saison 6
- 1984 : Les deux font la paire (série télévisée): Saison 2
- 1984 : Magnum (série télévisée): Saison 5
- 1985 : MacGyver (série télévisée): Saison 1
- 1987 : La Loi de Los Angeles (série télévisée): Saison 2
- 1990 : New York, police judiciaire (série télévisée): Saison 1
- 1996 : Profiler (série télévisée): Saison 1
- 1996 : Seduced by Madness: The Diane Borchardt Story (film)
- 1997 : Profiler (série télévisée): Saison 2
- 1997 : Demain à la une (série télévisée): Saison 2
- 1997 : The Practice (série télévisée): Saison 2
- 1998 : Ultime recours (série télévisée): Saison 1
- 1998 : Le Flic de Shanghaï (série télévisée): Saison 1
- 1998 : The Practice (série télévisée): Saison 3
- 1999 : Les Soprano (série télévisée): Saison 1
- 1999 : Providence (série télévisée): Saison 1
- 1999 : Providence (série télévisée): Saison 2
- 2000 : Les Soprano (série télévisée): Saison 2
- 2000 : Providence (série télévisée): Saison 3
- 2001 : Les Experts (série télévisée): Saison 2
- 2001 : Les Soprano (série télévisée): Saison 3
- 2001 : Providence (série télévisée): Saison 4
- 2001 : Six Feet Under (série télévisée): Saison 1
- 2002 : le Protecteur (série télévisée): Saison 2
- 2002 : Les Soprano (série télévisée): Saison 4
- 2003 : La Caravane de l'étrange (série télévisée): Saison 1
- 2003 : Les Soprano (série télévisée): Saison 5